# Pseudophilotes
Pseudophilotes es un género de mariposas en la familia Lycaenidae.

## Denominación
El nombre Pseudophilotes fue dado por Henry Beuret-Stadelmann en 1958. En inglés es Baton Blue.

## Especies
Se reconocen las siguientes:
- Pseudophilotes abencerragus (Pierret, 1837)
- Pseudophilotes barbagiae De Prins & Poorten, 1982
- Pseudophilotes baton (Bergstrasser, [1779])
- Pseudophilotes bavius (Eversmann, 1832)
- Pseudophilotes jordanicus Benyamini, 2000[1]
- Pseudophilotes panope (Eversmann, 1851)
- Pseudophilotes panoptes (Hübner, [1813])
- Pseudophilotes sinaicus Nakamura, 1975
- Pseudophilotes vicrama (Moore, 1865)